# Berdazimer-Natrium
Berdazimer-Natrium ist ein Arzneistoff zur lokalen Behandlung von Dellwarzen (Molluscum contagiosum, MC). Unter dem Namen Zelsuvmi wurde er im Januar 2024 in den USA für Patienten ab einem Alter von 1 Jahr zugelassen.

## Eigenschaften
Berdazimer-Natrium ist ein Polysiloxan und NONOat, das aufgrund der enthaltenen N-Diazeniumdiolat-Strukturelemente in den Seitenketten Stickstoffmonoxid (NO) freizusetzen vermag. Die Freisetzung erfolgt im wässrigen Milieu durch Säureeinwirkung. Die Anwendungsform entsteht durch Zusammengeben des NONOats, Berdazimer-Natrium, mit einem protischen Hydrogel (Protonendonator). Stickstoffmonoxid wirkt antiviral, der genaue Wirkungsmechanismus ist nicht bekannt.

## Hintergrund

Molluscum contagiosum

Molluscum contagiosum ist eine hochansteckende virale Hautinfektion, die in Form multipler Knötchen insbesondere bei Kindern und immungeschwächten Personen auftritt. Allein in den USA sind jedes Jahr etwa 6 Millionen Menschen betroffen. Molluscum contagiosum ist selbstlimitierend, die Therapie bestand in einem abwartenden Vorgehen.

## Klinische Prüfung
Die Wirksamkeit von Berdazimer-Gel wurde in drei multizentrischen, randomisierten, doppelblinden, vehikelkontrollierten Studien bei Patienten mit Molluscum contagiosum (MC) untersucht.
An Studie 1 nahmen 891 Probanden, an Studie 2 355 Probanden und an Studie 3 nahmen 352 Probanden teil, die 3 bis 70 Läsionen (Durchschnitt: 20,2) aufwiesen und bis zu 12 Wochen lang einmal täglich Berdazimer-Gel oder eine wirkstofffreie Gelgrundlage (Vehikel) auf die MC-Läsionen erhielten. Der primäre Endpunkt war der Anteil der Probanden mit vollständigem Verschwinden der Läsionen in Woche 12. Der wichtigste sekundäre Endpunkt war der Probandenanteil mit vollständigem Verschwinden der Läsionen in Woche 8. Die Wirksamkeit wurde in den Studien 1 und 2 nachgewiesen. Komplett verschwanden die Läsionen nach 12 Wochen in Studie 1 bei 32,4 % der Verum-Patienten gegenüber 19,7 % der Vehikelgruppe, in Studie 2 bei 30,0 % der Verum-Patienten gegenüber 20,3 % der Vehikelgruppe. Auch im sekundären Endpunkt zeigte sich Verum gegenüber Vehikel in beiden Studien überlegen. In Studie 3 waren in Woche 12 bei 26 % in der Verumgruppe versus 22 % in der Vehikelgruppe die Läsionen verschwunden.
Als Nebenwirkungen wurden Schmerzen, Brennen, Juckreiz und Hautrötungen an der Applikationsstelle beobachtet.

## Zulassung
Ein 10,3%iges Berdazimer-Gel zum Auftragen auf die Haut wurde unter dem Präparatenamen Zelsuvmi (Hersteller: Ligand Pharmaceuticals) am 5. Januar 2024 von der Food and Drug Administration (FDA) für den US-Markt zugelassen. Die Behandlung erstreckt sich auf Erwachsene und Kinder ab einem Alter von einem Jahr.

## Sonstiges
Berdazimer-Natrium wird in der Behandlung von Akne untersucht.